# Eddie Baily
Edward „Eddie” Francis Baily (ur. 6 sierpnia 1925 w Clapton, zm. 13 października 2010 w Welwyn Garden City) – angielski piłkarz występujący podczas kariery na pozycji napastnika.

## Kariera klubowa
Eddie Baily piłkarską karierę rozpoczął w drugoligowym Tottenhamie Hotspur w 1946. W Division Two zadebiutował 19 stycznia 1947 w meczu z West Bromwich Albion. Z Kogutami awansował do Division One w 1950, a rok później zdobył z nimi mistrzostwo Anglii. Ogółem w barwach Kogutów rozegrał 296 spotkań, w których zdobył 64 bramki. W 1956 odszedł do drugoligowego Port Vale, skąd kilka miesięcy później trafił do występującego w tej samej klasie rozgrywkowej Nottingham Forest. Z Forrest awansował do Division One. Piłkarską karierę zakończył w drugoligowym Leyton Orient w 1960.
| Sezon   | Klub                   | Kraj   | Rozgrywki    | Mecze | Bramki |
| ------- | ---------------------- | ------ | ------------ | ----- | ------ |
| 1946/47 | Tottenham Hotspur F.C. | Anglia | Division Two | 1     | 0      |
| 1947/48 | Tottenham Hotspur F.C. | Anglia | Division Two | 22    | 5      |
| 1948/49 | Tottenham Hotspur F.C. | Anglia | Division Two | 42    | 11     |
| 1949/50 | Tottenham Hotspur F.C. | Anglia | Division Two | 40    | 8      |
| 1950/51 | Tottenham Hotspur F.C. | Anglia | Division One | 40    | 12     |
| 1951/52 | Tottenham Hotspur F.C. | Anglia | Division One | 30    | 4      |
| 1952/53 | Tottenham Hotspur F.C. | Anglia | Division One | 30    | 6      |
| 1953/54 | Tottenham Hotspur F.C. | Anglia | Division One | 33    | 5      |
| 1954/55 | Tottenham Hotspur F.C. | Anglia | Division One | 41    | 12     |
| 1955/56 | Tottenham Hotspur F.C. | Anglia | Division One | 18    | 1      |
| 1955/56 | Port Vale F.C.         | Anglia | Division Two | 17    | 7      |
| 1956/57 | Port Vale F.C.         | Anglia | Division Two | 9     | 1      |
| 1956/57 | Nottingham Forest F.C. | Anglia | Division Two | 27    | 6      |
| 1957/58 | Nottingham Forest F.C. | Anglia | Division One | 37    | 8      |
| 1958/59 | Nottingham Forest F.C. | Anglia | Division One | 4     | 0      |
| 1958/59 | Leyton Orient F.C.     | Anglia | Division Two | 18    | 3      |
| 1959/60 | Leyton Orient F.C.     | Anglia | Division Two | 11    | 0      |

## Kariera reprezentacyjna
W reprezentacji Anglii Baily zadebiutował 2 lipca 1950 w przegranym 0-1 meczu z Hiszpanią podczas mistrzostw świata. Na turnieju w Brazylii wystąpił tylko w tym meczu. Ostatni raz w reprezentacji wystąpił 4 października 1952 w zremisowanym 2-2 meczu w British Home Championship z Irlandią Północną. Ogółem Baily rozegrał w reprezentacji 9 spotkań, w których zdobył 5 bramek.
| Mecze i gole w reprezentacji | Mecze i gole w reprezentacji | Mecze i gole w reprezentacji | Mecze i gole w reprezentacji | Mecze i gole w reprezentacji | Mecze i gole w reprezentacji | Mecze i gole w reprezentacji |
| #                            | Data                         | Miasto                       | Przeciwnik                   | Gol                          | Wynik                        |                              |
| ---------------------------- | ---------------------------- | ---------------------------- | ---------------------------- | ---------------------------- | ---------------------------- | ---------------------------- |
| 1.                           | 02.07.1950                   | Rio de Janeiro               | Hiszpania                    |                              | 0:1                          | Mundial 1950                 |
| 2.                           | 07.10.1950                   | Belfast                      | Irlandia Północna            | Gol · Gol                    | 4:1                          | British Home Championship    |
| 3.                           | 15.11.1950                   | Sunderland                   | Walia                        | Gol · Gol                    | 4:2                          | British Home Championship    |
| 4.                           | 22.11.1950                   | Londyn                       | Jugosławia                   |                              | 2:2                          | towarzyski                   |
| 5.                           | 15.10.1951                   | Cardiff                      | Walia                        | Gol                          | 1:1                          | British Home Championship    |
| 6.                           | 28.11.1951                   | Londyn                       | Austria                      |                              | 2:2                          | towarzyski                   |
| 7.                           | 25.05.1952                   | Wiedeń                       | Austria                      |                              | 2:3                          | towarzyski                   |
| 8.                           | 28.05.1952                   | Zurych                       | Szwajcaria                   |                              | 3:0                          | towarzyski                   |
| 9.                           | 04.10.1952                   | Belfast                      | Irlandia Północna            |                              | 2:2                          | British Home Championship    |